# Gabriel López Zapiain
Gabriel López Zapiain, El Nene (Irapuato, Guanajuato; 22 de abril de 1943-Guadalajara, Jalisco; 18 de agosto de 2018) fue un futbolista mexicano que jugaba en la posición de defensa central. Jugó para el Club Irapuato y el Club Deportivo Guadalajara. 
En 1964 debuta con el Club Irapuato, institución donde permaneció hasta 1971, cuando el Club Puebla se interesa en adquirir sus servicios. Sin embargo, terminaría fichando para el Club Deportivo Guadalajara después de recibir la invitación durante un período de descanso. En la institución rojiblanca permaneció durante 12 años, hasta 1982.
Pero en un partido contra los Potros de Hierro del Atlante, en una disputa por el balón entre Gabriel López Zapíain defensor central rojiblanco y Julio César Cortes, este sufrió fractura de tibia y peroné de la pierna derecha en una jugada que actualmente sería considerada como fuerza desmedida. 
Al retirarse como jugador, continuó su carrera como auxiliar técnico de Alberto Guerra durante la década de 1980. También fue auxiliar por un tiempo en los Leones Negros de la Universidad de Guadalajara, y regresó al Guadalajara para entrenar en fuerzas básicas, fue técnico del Club Deportivo Tapatío de 1993 a 1994, y también fue parte del equipo conformado por Hans Westerhof a mediados de la década de 2000.

## Selección nacional
Su primer llamado a la Selección de fútbol de México fue en 1971, aun siendo parte del plantel del Irapuato.